# آیرون فیست (مجموعه تلویزیونی)
آیرون فیست مارول یا به اختصار آیرون فیست (مشت آهنین) (انگلیسی: Marvel's Iron Fist) یک مجموعهٔ تلویزیونی از نتفلیکس از اسکات باک است که بر اساس شخصیت مارول کامیکس به نام آیرون فیست ساخته شده‌است و داستان در دنیای سینمایی مارول اتفاق می‌افتد. نقش اصلی آن توسط فین جونز بازی می‌شود و دیگر بازیگرانش جسیکا هنویک، جسیکا استروپ، رامون رودریگز، رزاریو داوسون و دیوید ونهام هستند. این مجموعه در پانزده مارس ۲۰۱۷ در نتفلیکس قرار گرفت؛ و یکی دیگر از مینی‌سریال مدافعان محسوب می‌شود. این مجموعه در نهایت از شبکه نتفلیکس پخش شد تا با معرفی آخرین ابرقهرمان خیابانی دنیای مارول، بستر را برای اتحاد نهایی در سریال مدافعان فراهم کند. اما بر خلاف آنچه انتظار می‌رفت، محصول اخیر این کمپانی در تلویزیون نتوانسته‌است انتظارات منتقدان و طرفداران را برآورده کند. بسیاری از طرفداران بر این باور بودند که از همان زمان آغاز مراحل تولید، سریال می‌بایست به جای استفاده از ستاره سریال بازی تاج و تخت، فین جونز در نقش دنی رند، از بازیگری آسیایی آمریکایی استفاده می‌کرد تا بدین وسیله مجبور نباشد داستان قدیمی کتاب‌های مصور را با زمان حال وفق دهد. نقدهای اولیه منتشر شده برای شش قسمت ابتدایی سریال که تنها برای منتقدان به نمایش درآمد، بسیار ضعیف بودند که میانگین امتیاز ۱۷ درصد در وبسایت راتن تومیتوز نشان دهنده این موضوع است که سریال به کلام ساده، خوب نیست و محصول اخیر مارول و شبکه نتفلیکس نخواهد توانست انتظارات طرفداران را برآورده کند.

## داستان
داستان مشت آهنین پیرامون دنی رند (فین جونز) جریان دارد، میلیاردری که بسیاری فکر می‌کردند در دوران کودکی‌اش در سانحه‌ای هوایی جان خود را از دست داده‌است. پانزده سال پس از آن اتفاق، دنی به شهر نیویورک بازمی‌گردد تا جایگاه خود را در امپراتوری پدرش بازپس گیرد که اداره آن را در حال حاضر دوستان دوران کودکی‌اش، وارد میچم و جوی میچم بر عهده دارند. دنی باید هویت خود را برای باز پس‌گیری میراثش اثبات کند، وظیفه‌ای که با توجه به ماهیت داستان و نحوه بازگشت او به شهر نیویورک کمی سخت به نظر می‌رسد.
به دنبال سقوط هواپیما، دنی توسط گروهی از راهبان جنگجو نجات می‌یابد و در شهری با نام کان‌لان، که در بُعدی دیگر قرار دارد، به فراگیری هنرهای رزمی می‌پردازد. دنی در نهایت عنوان افسانه‌ای آیرون فیست را به دست می‌آورد و تبدیل به اسلحه‌ای قدرتمند برای محافظت از کان‌لان می‌شود، اما او مأموریت خود را ترک کرده و به شهر نیویورک بازمی‌گردد. با جلو رفتن داستان سریال، دنی در شهر نیویورک با دسیسه گروه The Hand(دست) که دشمن دیرینه کان‌لان است روبرو می‌شود. در این مسیر او با شخصیتی جدید به نام کالین وینگ با بازی جسیکا هنویک آشنا می‌شود، استاد هنرهای رزمی که رازی را در خود پنهان کرده‌است.

## بازیگران و شخصیت‌ها
- فین جونز در نقش دنی رند / آیرون فیست:
- جسیکا هنویک در نقش کالین وینگ:
- تام پلفری[۱] در نقش وارد میچم:
- جسیکا استروپ در نقش جوی میچم:
- رامون رودریگز در نقش باکوتو:
- ساشا دوان در نقش داوس:
- رزاریو داوسون در نقش کلر تمپل:
- دیوید ونهام در نقش هارولد میچم:
- سیمون میسیک در نقش میستی نایت:
- آلیس ایو در نقش «تایفوید مری» واکر:

## قسمت‌ها
| فصل | قسمت‌ها | قسمت‌ها | تاریخ اصلی پخش | تاریخ اصلی پخش |
| --- | ------ | ------ | -------------- | -------------- |
| ۱   | ۱۳     | ۱۳     | ۱۷ مارس ۲۰۱۷   | ۱۷ مارس ۲۰۱۷   |
| ۲   | ۱۰     | ۱۰     | ۷ سپتامبر ۲۰۱۸ | ۷ سپتامبر ۲۰۱۸ |

### فصل ۱ (۲۰۱۷)
| شم. کلی | شم. در فصل | عنوان                            | کارگردان         | نویسنده                                            | تاریخ پخش اصلی |
| ------- | ---------- | -------------------------------- | ---------------- | -------------------------------------------------- | -------------- |
| ۱       | ۱          | «برف فرو می‌ریزد»                 | جان دال          | اسکات باک                                          | ۱۷ مارس ۲۰۱۷   |
| ۲       | ۲          | «سایهٔ شاهین پرواز می‌کند»         | جان دال          | اسکات باک                                          | ۱۷ مارس ۲۰۱۷   |
| ۳       | ۳          | «مشت رعد چرخان گلوله‌ای»          | تام شینکلند      | Quinton Peeples                                    | ۱۷ مارس ۲۰۱۷   |
| ۴       | ۴          | «هشت طرح کف‌دست اژدها»            | میگل سپاچنیک     | Scott Reynolds                                     | ۱۷ مارس ۲۰۱۷   |
| ۵       | ۵          | «زیر برگ شهامت نیلوفر آبی»       | Uta Briesewitz   | Cristine Chambers                                  | ۱۷ مارس ۲۰۱۷   |
| ۶       | ۶          | «فنا ناپذیر از غار بیرون می‌آید»  | رزا              | Dwain Worrell                                      | ۱۷ مارس ۲۰۱۷   |
| ۷       | ۷          | «قطع درخت ریشه‌دار»               | Farren Blackburn | Ian Stokes                                         | ۱۷ مارس ۲۰۱۷   |
| ۸       | ۸          | «موهبت بسیاری از شکستگی‌ها»       | Kevin Tancharoen | Tamara Becher-Wilkinson                            | ۱۷ مارس ۲۰۱۷   |
| ۹       | ۹          | «معشوقه همهٔ عذاب‌ها»              | Jet Wilkinson    | Pat Charles                                        | ۱۷ مارس ۲۰۱۷   |
| ۱۰      | ۱۰         | «ببر سیاه شجاعت را می‌رباید»      | Peter Hoar       | Quinton Peeples                                    | ۱۷ مارس ۲۰۱۷   |
| ۱۱      | ۱۱         | «هدایت اسب برای بازگشت به آرامش» | Deborah Chow     | Ian Stokes                                         | ۱۷ مارس ۲۰۱۷   |
| ۱۲      | ۱۲         | «منع رئیس بزرگ»                  | اندی گدارد       | Scott Reynolds                                     | ۱۷ مارس ۲۰۱۷   |
| ۱۳      | ۱۳         | «اژدها با آتش بازی می‌کند»        | استیون سرجیک     | Scott Buck & Tamara Becher-Wilkinson & Pat Charles | ۱۷ مارس ۲۰۱۷   |

### فصل ۲ (۲۰۱۸)
| شم. کلی | شم. در فصل | عنوان                    | کارگردان           | نویسنده             | تاریخ پخش اصلی |
| ------- | ---------- | ------------------------ | ------------------ | ------------------- | -------------- |
| ۱۴      | ۱          | «خشم مشت آهنی»           | دیوید دابکین       | M. Raven Metzner    | ۷ سپتامبر ۲۰۱۸ |
| ۱۵      | ۲          | «شهر برای سوزاندن نیست»  | راشل تالالی        | Jon Worley          | ۷ سپتامبر ۲۰۱۸ |
| ۱۶      | ۳          | «این راز مرگبار…»        | توآ فریزر          | Tatiana Suarez-Pico | ۷ سپتامبر ۲۰۱۸ |
| ۱۷      | ۴          | «هدف: مشت آهنی»          | MJ Bassett         | Jenny Lynn          | ۷ سپتامبر ۲۰۱۸ |
| ۱۸      | ۵          | «قلب اژدها»              | Mairzee Almas      | Declan de Barra     | ۷ سپتامبر ۲۰۱۸ |
| ۱۹      | ۶          | «اژدها در سحرگاه می‌میرد» | Philip John        | Matthew White       | ۷ سپتامبر ۲۰۱۸ |
| ۲۰      | ۷          | «صبح طوفان ذهن»          | استیون سرجیک       | Rebecca Dameron     | ۷ سپتامبر ۲۰۱۸ |
| ۲۱      | ۸          | «سیتادل در لبهٔ انتقام»   | Julian Holmes      | Melissa Glenn       | ۷ سپتامبر ۲۰۱۸ |
| ۲۲      | ۹          | «جنگ بدون پایان»         | Sanford Bookstaver | Daniel Shattuck     | ۷ سپتامبر ۲۰۱۸ |
| ۲۳      | ۱۰         | «دوئلی از آهن»           | Jonas Pate         | M. Raven Metzner    | ۷ سپتامبر ۲۰۱۸ |